# Euploea melana
Euploea melana är en fjärilsart som beskrevs av Embrik Strand 1914. Euploea melana ingår i släktet Euploea och familjen praktfjärilar. Inga underarter finns listade i Catalogue of Life.